# Radio Maria (Album)
Radio Maria ist ein 1998 bei WEA Records erschienenes Musikalbum des Sängers Marius Müller-Westernhagen, der es unter dem Kurznamen Westernhagen veröffentlichte. Mit über 1,25 Millionen Exemplaren gehört das Album zu den meistverkauften Musikalben in Deutschland.

## Entstehung und Veröffentlichung
Radio Maria ist Westernhagens 18. Album und das Nachfolgealbum zum Millionenseller Affentheater, der 1994 erschienen war. Westernhagen legte nach Affentheater zunächst eine Pause ein und versuchte, sich musikalisch neuzuorientieren. Die Arbeit am Album dauerte schließlich zwei Jahre. Musik und Texte des Albums stammen von Westernhagen, der die Lieder in Italien schrieb; die Aufnahme von Radio Maria erfolgte in den bekannten Olympic Studios in London. Der Albumtitel bezieht sich auf den katholischen Radiosender Radio Maria.
Bereits am 20. Juli 1998 wurde mit Jesus die erste Single des Albums vorausgekoppelt, die Platz 17 der deutschen Single-Charts erreichte. Der Titel sorgte für Kontroversen, so wurde Westernhagen durch die Konferenz Evangelikaler Publizisten vorgeworfen, dass Jesus gotteslästerlich sei.
Radio Maria wurde am 17. August 1998 veröffentlicht und stieg auf Platz 1 der deutschen Album-Charts ein. Dem vorangegangen war eine rund drei Millionen Mark teure Werbekampagne, die in einem dreitägigen Interview- und Promotiontreffen von Westernhagen und Presse in einer Hamburger Villa mündete. Anfang September 1998 waren bereits 500.000 Einheiten des Albums verkauft worden. Die am 21. September 1998 ausgekoppelte zweite Single des Albums, Wieder hier, verkaufte sich über 250.000 Mal, für sie wurde eine Goldene Schallplatte vergeben.
Westernhagen ging mit Radio Maria von Mai bis Juni 1999 auf Deutschland-Tour. Im August 1998 hatte er angekündigt, dass diese seine letzte Tour überhaupt sein wird. Ein Mitschnitt der Tour wurde unter dem Titel Westernhagen live 1999 erstmals am 6. August 1999 auf Sat. 1 im Fernsehen gezeigt.

## Titelliste
1. Jesus – 4:03
2. Lola Blue – 4:51
3. Supermann – 4:44
4. Walkman – 2:46
5. Hoffnung – 4:26
6. Alleine – 3:05
7. Durch deine Liebe – 6:11
8. Rosamunde – 3:40
9. Du hast dich nie gewehrt – 4:31
10. Wo ist Behle? – 3:06
11. Wieder hier – 6:26
12. Kind von gestern – 4:34

## Rezeption
„Musikalisch nimmt Westernhagen, der sich mit seinem Album ‚Radio Maria‘ zurückmeldet, kein Blatt vor den Mund“, schrieb die Lausitzer Rundschau. „Die musikalische Bandbreite Westernhagens beim neuen Album ‚Radio Maria‘ ist groß. Sie reicht vom klassischen Rock’n Roll, über Balladen bis zum Folksong und Country-Blues“, konstatierte die Saarbrücker Zeitung. „Die zumeist balladesken Stücke sind abwechslungsreich, professionell arrangiert, sanft und zart gesungen“, befand die Allgemeine Zeitung und nannte das Lied Jesus das schwächste des Albums. „Westernhagen beherrscht auch nach vier Jahren Studio-Pause meisterhaft den Spagat, für den Dauerdudel-Einsatz im Formatradio produzieren und gleichzeitig wie ein gut geerdeter Rocker klingen zu müssen“, schrieb die Saarbrücker Zeitung.
Der Trierische Volksfreund sah das Album kritisch: „Es ist kein Schnellschuß aber auch kein großer Wurf was der 49jährige in den letzten zwei Jahren gemeinsam mit seinen Musikern erarbeitet hat: Altbekannte Melodien und teilweise unverständliche Schmuddel-Poetik.“ Westernhagen habe mit Radio Maria „nicht gerade musikalische Revolutionen angezettelt, immerhin jedoch zu jenen Qualitäten zurückgefunden, die ihm einst auf den Thron deutscher Rocker geholfen haben“, schrieb die Rhein-Zeitung. „Schade, daß seine Musik irgendwo in den siebziger Jahren steckengeblieben ist. Unaufregender Pathosrock, der von sanft jaulenden Gitarren, einer präzisen Rhythmusabteilung und dem mitunter bellend scharfen Organ des Sängers vorangetrieben wird“, schrieb der Tagesspiegel.

## Preise
Westernhagen gewann 1999 für das Album den Echo in der Kategorie „Künstler des Jahres national“ und war für Radio Maria in derselben Kategorie auch im Folgejahr für einen Echo nominiert.

## Kommerzieller Erfolg

### Chartplatzierungen
| ChartsChartplatzierungen | Höchstplatzierung | Wochen |
| ------------------------ | ----------------- | ------ |
| Deutschland (GfK)        | 1 (65 Wo.)        | 65     |
| Österreich (Ö3)          | 15 (9 Wo.)        | 9      |
| Schweiz (IFPI)           | 20 (14 Wo.)       | 14     |

| ChartsJahrescharts (1998) | Platzierung |
| ------------------------- | ----------- |
| Deutschland (GfK)         | 7           |

| ChartsJahrescharts (1999) | Platzierung |
| ------------------------- | ----------- |
| Deutschland (GfK)         | 11          |

### Auszeichnungen für Musikverkäufe
Für mehr als 1,25 Millionen verkaufte Exemplare wurde für Radio Maria Fünffach-Gold vergeben.
| Land/Region        | Auszeichnungen für Musikverkäufe (Land/Region, Auszeichnung, Verkäufe) | Verkäufe    |
| ------------------ | ---------------------------------------------------------------------- | ----------- |
| Deutschland (BVMI) | 5× Gold                                                                | 1.250.000   |
| Europa (IFPI)      | Platin                                                                 | (1.000.000) |
| Österreich (IFPI)  | Gold                                                                   | 25.000      |
| Insgesamt          | 2× Gold · 3× Platin ·                                                  | 1.250.000   |